# 1210
Cette page concerne l'année 1210  du calendrier julien. Pour l'année 1210 av. J.-C., voir 1210 av. J.-C.
L'année 1210 est une année commune qui commence un vendredi.

## Événements

### Asie
- Août-septembre : bataille du Talas[1].
  - Le naïman Kütchlüg, un turc chrétien de Mongolie conclut une alliance avec le  shah du Khârezm Muhammad pour renverser son beau-père Tche-lou-kou, dernier souverain de Kara Khitaï. L’attaque de Muhammad est repoussée par les Kara Khitaï qui réoccupent même Samarcande[2]. Pendant ce temps Kütchlüg menace Balasagun, la capitale, mais est battu devant ses murs, pendant que les Khwarezmiens battent le général des Kara-Khitans, Tayanqou, dans la steppe du Talas. L'armée Khitan en retraite est bloquée devant Balasagun par la population. Elle prend la ville d'assaut et la met à sac[3].

- 14 septembre : Marie de Montferrat épouse Jean de Brienne[4], qui devient roi de Jérusalem. Ils sont couronnés le 3 octobre suivant dans la cathédrale de Tyr[5] (fin en 1212).
- Septembre : les Templiers refusent de renouveler la trêve de 1204 entre le sultan d’Égypte al-Adel et le royaume d'Acre[6]. Al-Adel construit une forteresse sur le mont Thabor qui domine la plaine d’Acre.
- 4 novembre[7] : mort de Qûtb ud-Dîn Aibak à Lahore d’une chute de cheval alors qu’il jouait au polo. Son fils Âram Shâh lui succède avant d'être renversé par Iltutmish en 1211.

### Europe
- Janvier : Raymond de Toulouse se rend à Rome auprès du pape Innocent III pour plaider sa cause. Il obtient la levée de l'interdit et de son excommunication et la possibilité de se justifier devant un concile[8].
- Au printemps[9] Innocent III approuve oralement la confrérie des frères mineurs (ordo fratrum minorum, l'ordre franciscain fondé par François d'Assise)[10].
- 6 mai : incendie de la cathédrale carolingienne de Reims[11]. L'archevêque Albéric de Humbert pose la première pierre d'un nouvel édifice l'année suivante.

- 15 juin[12]–22 juillet[13] : siège et prise de Minerve (Hérault, France) par Simon IV de Montfort. Bûchers collectifs de cathares à Minerve.
- 20 juin : traité entre Michel Comnène Doukas et le doge de Venise Pierre Ziani ; Michel jure fidélité à Venise pour le despotat d’Épire (fin en 1318)[14].

- 4 juillet[15] : l'université de Paris est reconnue par le pape Innocent III.
- 17 juillet : mort de Sverker II de Suède à la bataille de Gestilren[16]. Son compétiteur Éric X Knutsson est seul roi de Suède (fin en 1216). Il est le premier souverain suédois reconnu par le pape.
- Août – 23 novembre[17] : siège et prise de Termes (Aude, France) par Simon IV de Montfort.
- Septembre : Raymond de Toulouse comparait devant le concile de Saint-Gilles pour se justifier des accusations d'hérésie et d'assassinat du légat Pierre de Castelnau. Les évêques lui contestent le droit de se justifier[18].
- Mi-octobre : Guy de Dampierre, envoyé du roi Philippe-Auguste, s'empare de Clermont, en Auvergne, pour mettre fin à la guerre entre le comte Guy II d'Auvergne et son frère Robert, évêque de Clermont[19], et ainsi ouvrir la voie à la conquête de l'Auvergne pour le royaume de France[20].
- 18 novembre : l’empereur Othon IV de Brunswick, qui, en dépit de ses accords avec le pape, a entrepris la conquête de la Toscane puis de la Sicile, est excommunié et déposé[21]. Innocent III lui oppose le fils d’Henri VI et de Constance de Sicile, Frédéric II, qui atteint sa majorité.
- Novembre : Pons de Bruyères-le-Châtel prend le château de Puivert[22].

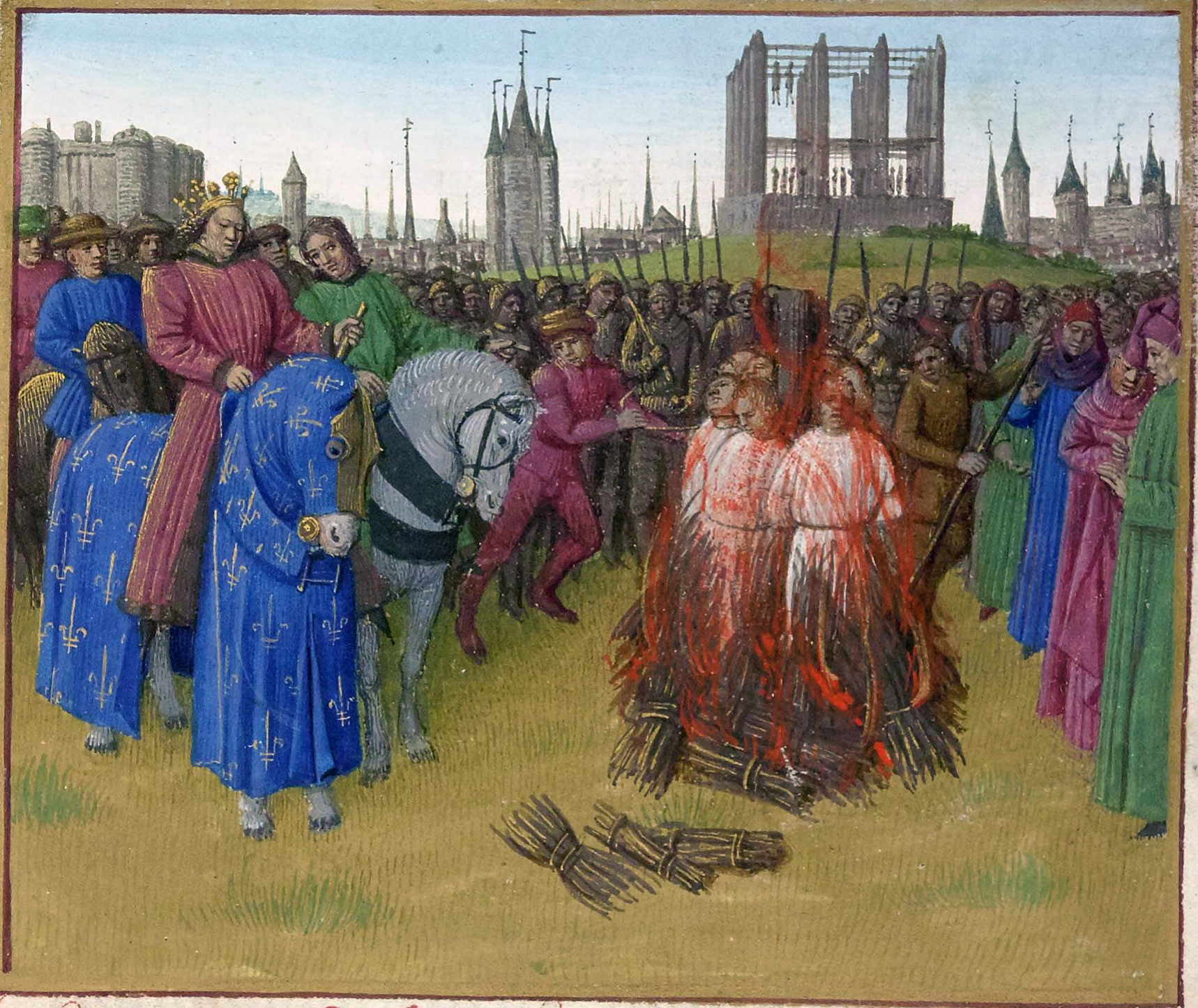
20 décembre : supplice des Amauriciens

- 20 décembre : Dix disciples d'Amaury de Chartres sont brûlés sur décision d'un concile réuni à Paris. Le concile fait brûler également les livres de David de Dinan et condamne la philosophie naturelle d'Aristote[23].

- Prise de Castres, Albi, Pamiers, Mirepoix par les croisés[24].
- La comtesse Blanche de Navarre, veuve de Thibaut III de Champagne et mère de Thibaut IV de Champagne, dit le Chansonnier fait construire le château du Mont Aimé à Bergères-les-Vertus[25].
- Prise de Nauplie par les Latins (1210-1211)[26].